# Полк (округ, Миссури)
Округ Полк (англ. Polk County) — округ штата Миссури, США. Население округа на 2009 год составляло 30 626 человек. Административный центр округа — город Боливар.

## История
Округ Полк основан в 1835 году.

## География
Округ занимает площадь 1649.8 км2.

## Демография
Согласно оценке Бюро переписи населения США, в округе Полк в 2009 году проживало 30 626 человек. Плотность населения составляла 18.6 человек на квадратный километр.